# Bulbul de Falkenstein
El bulbul de Falkenstein (Chlorocichla falkensteini) és una espècie d'ocell de la família dels picnonòtids (Pycnonotidae). Es troba a Angola, Camerun, República Centreafricana, Congo, República Democràtica del Congo, Guinea Equatorial i Gabon, Els seus hàbitats principals són els boscos tropicals i subtropicals de frondoses humits de les terres baixes, la sabana seca, els matollars humids tropicals i subtropicals, les terres llaurades, les plantacions, els jardins rurals i les àrees forestals fortament degradades. El seu estat de conservació es considera de risc mínim.
L'epítet específic falkensteini fa referència al col·leccionista alemany Johann Falkenstein (1842-1817).